# Federación Internacional por los Derechos Humanos
La Federación Internacional por los Derechos Humanos (FIDH) es una coalición fundada en 1922 por organizaciones de 10 naciones. En 2013, la coalición está integrada por 178 organizaciones de derechos humanos en más de 112 países.

## Cinco prioridades de acción

### Proteger a los defensores de los Derechos Humanos
Defender los Derechos Humanos es una misión de alto riesgo. Para proteger a los defensores la FIDH y la Organización Mundial Contra la Tortura (OMCT) crearon el Observatorio para la Protección de los Defensores de los Derechos Humanos (FIDH), Su papel es demostrar los hechos, alertar a la comunidad internacional, dialogar con las autoridades nacionales y promover el refuerzo de los mecanismos de protección de los defensores a nivel nacional, regional e internacional. Y hacer que cada uno de los afirmamentes necesarios y dados se cumpla respectivamente de acuerdo a la ley y que de igual manera todos los derechos sean respetados uniformemente

### Promover y proteger los derechos de las mujeres
Si bien a día de hoy, en la mayor parte del mundo las mujeres gozan de los derechos que antes no tenían, las discriminaciones y las violencias contra ellas siguen siendo la norma en numerosos Estados. La FIDH lucha por abolir estas discriminaciones, facilitar su acceso a la justicia y luchar contra la impunidad de los autores de delitos sexuales cometidos en períodos de conflicto.
Y aún se sigue buscando la manera de que todos los derechos se cumplan confomrme a la ley y se respeten ya que las mujeres tienen los mismos derechos que los hombres y no debe haber distinción de género ya que todos somos iguales ante la ley.

### Proteger los derechos de los inmigrantes
El reforzamiento del control sobre la movilidad humana adoptado por los Estados reduce a los trabajadores inmigrantes a simples bienes de intercambio y los expone a la explotación. La FIDH investiga las violaciones de los derechos de los inmigrantes a lo largo de su trayecto (país de origen, de tránsito y de destino), aboga por las reformas legislativas y políticas y realiza acciones judiciales para combatir la impunidad de los autores de las violaciones.
En junio de 2013, la FIDH ayudó dos supervivientes de una tragedia en el Mar Mediterráneo en presentar demandas judiciales en París y Madrid por denegación de auxilio.

### Promover una justicia efectiva y respetuosa de los Derechos Humanos
La FIDH trabaja para reforzar los sistemas independientes de administración de la justicia y apoyar los procesos de justicia transnacional respetuosos con los derechos de las víctimas. Cuando los recursos a nivel nacional son ineficaces, la FIDH apoya el acceso de las víctimas a los tribunales de otros países, sobre la base de la competencia extraterritorial, al Tribunal Penal Internacional, así como a los Tribunales Regionales de Derechos Humanos. Toma parte en el refuerzo de tales mecanismos regionales e internacionales. La FIDH busca la abolición universal de la pena de muerte y el respeto del derecho a un proceso justo, incluso dentro del marco de la lucha contra el terrorismo.

### Reforzar el respeto de los Derechos Humanos dentro del marco de la globalización económica
La globalización afecta a los Derechos Humanos y muy especialmente los derechos económicos sociales y culturales. La FIDH documenta y denuncia las violaciones que involucran a las empresas y exige que se reconozca la responsabilidad de los actores económicos por las violaciones de derechos humanos que ocasionan, incluso ante los tribunales. Su objetivo es el de reubicar los Derechos Humanos en el centro de las negociaciones comerciales y de las inversiones, para que se apliquen efectivamente los derechos económicos sociales y culturales.

### Defender los principios democráticos y apoyar a las víctimas en períodos de conflicto
La FIDH reacciona con urgencia ante las solicitudes de sus Organizaciones Miembros en períodos de conflicto armado, de crisis política violenta y en los países cerrados, adelantando investigaciones en el terreno y movilizando a la comunidad internacional – organizaciones internacionales, organizaciones regionales, terceros Estados y otros medios de influencia.